# Distretto di Bali
Il distretto di Bali (八里區S, Bālǐ QūP) è un distretto della municipalità di Nuova Taipei, situata a Taiwan.